# Bataille de Mortemer
La bataille de Mortemer est un affrontement militaire survenu sur le territoire de la commune de Mortemer, dans le duché de Normandie, en 1054. Elle vit s'affronter l'armée du roi des Francs Henri Ier et celle de son vassal, Guillaume II, duc de Normandie. Elle se solda par une victoire de l'armée normande.

## Enjeux
Le comte d'Anjou Geoffroi Martel s’était emparé du Mans, de Domfront et d’Alençon aux dépens du seigneur de Bellême qui les tenaient du roi de France. Pendant qu’Henri Ier de France menace les arrières de Geoffroi Martel, le duc Guillaume de Normandie assiège Domfront, et prend Alençon dont il incendie la redoute. La garnison de Domfront se rend avec la promesse d’être épargnée.
Mais le mariage de Guillaume avec Mathilde de Flandre le fait apparaître trop puissant aux yeux du roi Henri Ier qui inverse son alliance et prend le parti de Geoffroi, Thibaud comte de Blois et des barons normands rebelles à Guillaume.

## Campagne précédant la bataille
Guillaume le Conquérant ayant assiégé son oncle, Guillaume d'Arques, connu aussi sous le nom de Guillaume de Talou, dans son château à Arques et obtenu sa reddition à la fin de 1053, Henri Ier et Geoffroy Martel formèrent une grande coalition comprenant les ducs d’Aquitaine, de Bourgogne, les tuteurs du duc de Bretagne, Conan, fils d’Allan, les comtes de Champagne et de Chartres. Chacun de ces seigneurs ayant fourni son contingent, l’armée fut divisée en deux, selon le plan de Geoffroy Martel : un corps composé de Champenois et de Bourguignons sous les ordres d’Eudes, frère du roi Henri Ier, et Raoul ou Renaud, son grand chambellan, devait pénétrer dans le pays de Caux, tandis que les chevaliers d’Outre-Seine et Garonne, commandés par le roi et par Geoffroy, marcheraient sur Rouen par le comté d’Évreux.
À la fin de l’hiver 1053-1054, deux armées franco-angevines envahissent la Normandie. Au nord, l’armée menée par Eudes traverse la Bresle pour atteindre le pays de Bray. Au sud, l’armée dirigée par le roi et Geoffroy Martel franchit l’Avre et attaque le comté d'Évreux. Le projet est de réunir les deux armées devant Rouen, la capitale du duché de Normandie.
En face, Guillaume choisit une attitude défensive : il constitue également deux armées, l’une composée des contingents du pays d’Auge, du Cinglais, du Bessin, du Cotentin, de Mortain, d’Hièmes et dirigée par lui-même contre l’armée du roi et l’autre commandée par Gautier Ier Giffard et Robert d'Eu, Hugues de Gournay, Hugues II de Montfort, Guillaume Crespin en pays de Bray. Les deux armées ont pour ordres d’éviter l’affrontement et de surveiller les corps adverses, pour n’agir qu’au moment le plus propice.

## Déroulement
Profitant de la négligence des Français, les Normands attaquent pendant la nuit le camp français, mettant le feu au village. Surpris dans leur sommeil les Français sont anéantis et les Normands remportèrent une victoire facile. Les troupes françaises furent mises en déroute et dispersées après avoir éprouvé des pertes assez graves en morts et en prisonniers. Le frère et le chambellan du roi prirent la fuite. À la suite de ce combat, « il n’y eut si petit varlet qui ne fit quelque prisonnier et qui ne se fût emparé de deux ou trois chevaux de bataille. »

## Bilan et suites
En apprenant cette nouvelle, le duc Guillaume employa un moyen étrange pour communiquer sa défaite à son ennemi. Guillaume de Poitiers rapporte que « Dans le silence de la nuit, dit le premier de ces deux auteurs, Guillaume envoya quelqu'un qui, se tenant près du camp sur le haut d'un arbre, devait annoncer au roi de France la défaite de Mortemer. Guillaume de Jumièges ajoute qu'« il se mit à crier d’une voix très forte. Les sentinelles du roi lui ayant demandé de qui il était le messager, il répondit : « Je me nomme Raoul de Tosny et je vous porte de mauvaises nouvelles ; conduisez vos chars et vos chariots à Mortemer pour emporter les cadavres de vos amis, car les Français sont venus vers nous afin d’éprouver notre chevalerie, et ils l’ont trouvée plus forte qu’ils ne l’eussent voulu, Eudes, leur porte-bannière, a été mis honteusement en fuite, et Guy comte de Ponthieu a été pris. Tous les autres ont été faits prisonniers ou sont morts, ou fuyant rapidement ont eu grand peine à se sauver. Annoncez au plus tôt ces nouvelles au roi de France de la part du duc de Normandie. »
Informé du désastre des siens, le roi perdit courage à ce nouvel échec et abandonna la coalition dont il était le chef et fit la paix avec Guillaume. Une des conditions du traité était que les prisonniers français seraient rendus à Henri. Il ne paraît pas que cette clause ait été remplie à l’égard de Guy de Ponthieu, puisqu’il resta prisonnier à Bayeux pendant deux ans, au terme desquels il ne fut renvoyé avec des présents qu’après avoir fait hommage à Guillaume et s’être engagé à marcher tous les ans à son service à la tête de cent chevaliers lorsqu’il en recevrait l’ordre. La seconde clause de cette paix était que Guillaume resterait en possession par un droit perpétuel de ce qu’il avait enlevé et pourrait enlever à Geoffroy, comte d’Anjou.
En 1057, Henri Ier tente une nouvelle offensive qui sera la dernière. Il remonte la vallée de l’Orne mais, après avoir été intercepté dans le marais de la Dives par le duc Guillaume, il subira une défaite qui tournera au massacre à la bataille de Varaville. Il ne tentera dès lors plus d’interférer dans les affaires normandes, concluant même la paix avec lui l’année suivante et lui cédant le château de Tillières qu’il lui avait enlevé depuis longtemps. À sa mort et celle de Geoffroy Martel, en 1060, le duc Guillaume a désormais les mains libres pour la conquête du Maine qu’il reçoit en héritage à la mort du comte Herbert II, réfugié auprès de lui. En 1063, Guillaume de Normandie s’empare du Mans et fait reconnaître le titre de comte du Maine de son jeune fils Robert Courteheuse.

## Roger de Mortemer
Roger de Mortemer (v. 1025-v. 1080), seigneur de Mortemer en Bray (Seine-Maritime), perdit toutes ses possessions et fut banni en 1054. Il lui était reproché d’avoir libéré le prisonnier Raoul, comte de Valois, dit de Montdidier, qu’on lui avait confié, après la bataille de Mortemer. Après s’être réconcilié avec le duc, un peu plus tard, il retrouva ses possessions à l’exception du château de Mortemer qui fut confié à Guillaume de Warenne.